# Ellen Sandels

Titelsida från Boston-charme av Ellen Sandels

Ellen Charlotta Sandels, född Carlström 22 juli 1859 på Lövåsa i Kinne-Vedums socken  i Västergötland, död 22 november 1931 i Stockholm, var en svensk tonsättare och författare.
I sin ungdom ägnade sig Ellen åt sång och fick undervisning av Fredrika Stenhammar. När hon var 19 år gifte hon sig med officeren Carl Axel Magnus Sandels. Ellen startade sin verksamhet som tonsättare år 1897 och bodde vid den tiden i Göteborg. Hennes kompositioner blev genast uppmärksammade och hennes första verk Petit cœur framfördes på Grand Hotel Haglund i Göteborg under vintern 1897. Vissa av hennes pianokompositioner arrangerades även för orkestrar av bl.a. Richard Henneberg och Knut Söderström. Orkesterarrangemang av Sandels pianomusik framfördes av ensembler runtom i Sverige och även i Danmark och Tyskland. Hennes dansmusik spelades vid återkommande tillfällen vid baler på Stockholms slott. Hon kom att fortsätta med komponerandet under följande 19 år. Efter makens bortgång 1902 flyttade Ellen till Stockholm.
Sandels komponerade ett 70-tal pianostycken (valser, marscher och olika dansformer som pas de quatre, polka och gavott), hon skrev också ett violinsolo och två sånger. Mycket av hennes musik är skriven på ett sådant sätt att den skulle vara möjlig att framföra även för amatörer.
Sandels skrev framför allt pianostycken, som hon bland annat publicerade i Damernas Musikblad, en tidskrift som hon själv publicerade och som vände sig till pianospelande kvinnor i borgerliga hem. Hon skrev manuskriptet till stumfilmen Säterjäntan från 1912.

## Verk (urval)

### Piano
- Blåklockor, sång utan ord. Utgiven 1897 av Elkan & Schildknecht, Stockholm.[7]

- Mälardrottningen, vals. Tillägnad kronprinsessan Louise av Sverige. Utgiven 1897 av Carl Gehrmans Musikförlag.[8]

- Ninon, vals. Utgiven 1897 av Carl Gehrmans Musikförlag.[9]

- Ombord å Drott, gavott. Tillägnad kung Oscar II. Utgiven 1897 av Abraham Lundqvist, Stockholm.[10]

- Petit coeur, pas de quatre. Utgiven 1897 av Carl Gehrmans Musikförlag.[11]

- Blå prinsen, kavallerimarsch. Utgiven 1898 av Carl Gehrmans Musikförlag, Stockholm.[12]

- Gif akt i bataljon, marsch. Utgiven 1898 av Abraham Lundquist, Stockholm.[13]

- Jeu de Rose, vals. Tillägnad prinsessan Ingeborg av Danmark. Utgiven 1898 av Abraham Lundquist, Stockholm.[14]

- Prenez garde, damernas polka. Utgiven 1898 av Elkan & Schildknecht, Stockholm.[15]

- Snöbollar, vals. Utgiven 1898 av Abraham Lundquist, Stockholm.[16]

- Loreley, vals. Utgiven 1898 av Elkan & Schildknecht, Stockholm.[17]

- Flirt, ny pas de quatre. Utgiven 1899 av Abraham Lundquist, Stockholm.[18]

- Fröken Backfisch, rheinländer. Utgiven 1899 av Elkan & Schildknecht, Stockholm.[19]

- Gullvifvan, polka (senast 1899)

- La variable, mazurka. Utgiven 1899 av Carl Gehrmans musikförlag, Stockholm.[20]

- Molly Polly, kreuz-polka. Utgiven 1899 av Abraham Lundquist, Stockholm.[21]

- Teknolog-polka (senast 1899)

- Öfver land och haf, française. utgiven 1899 av Elkan & Schildknecht, Stockholm.[22]
  1. ”I Stockholm”
  2. ”I London”
  3. ”I Wien”
  4. ”I New-York”
  5. ”I Berlin”

- Cupido-vals (tryckt ca 1900)
- Dröj qvar!, intermezzo (tryckt 1901)
- Friskt mod, I gossar blå!, marsch (tryckt ca 1901)
- Följ mig!, damernas egen pas de quatre (tryckt 1901)[23]
- Bagatelle, liten salongsvals (tryckt 1902)
- Glittrande böljor, vals op. 27, H.K.H. Prinsessan Ingeborg underdånigt tillägnad (tryckt 1902)
- La fée d'amour, valse (tryckt 1902)
- Moi-même, polka-mazurka (tryckt 1902)
- Sylvester-stämning (tryckt 1902)
- Sommarfröjd, bostonvals (tryckt 1903)
- Höstsol, bostonvals (tryckt 1904)
- I Hvita hafvet, vals (tryckt 1904)
- Locktoner, bostonvals (tryckt 1905)
- Margareta, bostonvals (tryckt 1905)
- Petites soeurs, gavotte, tillegnad KKF [Kvinnliga kontoristförbundet] i Göteborg (tryckt 1905)
- Drömlif, vals lento (tryckt 1906)
- General Fritz, rytterimarsch (tryckt 1906)
- Musikbladets bostonvals (tryckt 1906)
- Noblesse oblige, gavott komponerad för "A.D.K:s" [Adelns diskussionsklubbs] julnummer (tryckt 1906)
- Boston-valse (tryckt 1907)
- Danse variàble, boston-pas de quatre (tryckt 1907)
- Liaison, valse lente (tryckt 1907)
- September, bostonvals (tryckt 1907)
- Svärmeri-boston, vals (tryckt 1907)
- I Palmehaven, vals (tryckt 1908)
- Nan, bostonvals (tryckt 1908)
- Svenska Dagbladets bostonvals, belönad med pris vid Svenska Dagbladets bostonvalstävling 1908[24]
- Winterfröjd, liten boston (tryckt 1908)

- Boston-charme!, Julstämnings bostonvals, delvis med sångtext. Utgiven 1909 som bilaga till Julstämnings praktupplaga, Göteborg.[25]

- E. d. C., bostonvals (tryckt ca 1909)
- Julottan (tryckt 1909)
- På julkalas, bostonvals (tryckt 1910)
- Valse parisienne i G-dur (tryckt 1910)
- Julrosor, valse dansante (tryckt 1911)
- Noblesse, vals (tryckt 1911)
- Julafton, liten fantasie (tryckt 1912)
- Valse parisienne i Ess-dur (tryckt 1912)
- Vid Mälarstrand, vals op. 98, H.K.H. Kronprinsessan underdånigt tillägnad (tryckt 1913)
- Säsongens vals, bostonvals (tryckt i Säsongens nyheter november 1915)
- Svenska flaggans marsch, komposition för Vecko-Journalen (1916)
- En afton i Röda Kvarn, fantasie
- Generalens marsch, rytterimarsch
- Moët & Chandon

- När kärleken vaknar, valse lente. Utgiven på 1900-talet av Åhlén & Åkerlund.[26]

- Prins Karl, marsch. Tillägnad Prins Carl, hertig av Västergötland. Utgiven 1900 av Carl Gehrmans Musikförlag.[27]

- Rococo-gavott
- Tre prinsessor, tre bostonvalser för Idun
  1. ”Margareta”
  2. ”Maria”
  3. ”Ingeborg”
- Vid Saltsjövåg, utställningens bostonvals, op. 57

- Wienerfläkt, bostonvals. Utgiven på 1900-talet av Nordiska förlaget.[28]

### Sånger
- Boston-charme!, Julstämnings bostonvals, delvis med sångtext (1909)
- Quand l'amour, bostonvals (tryckt 1909)

### Violin solo
- Stockholmsflickor, vals (tryckt ca 1904)